# Терористична організація
Терористична організація — організація, що створена з метою здійснення терористичної діяльності або, що визнає можливість використання у своїй діяльності тероризму.
Активними підрозділами терористичної організації, через які вона досягає своїх цілей, є терористичні групи.

## Організації, що були визнані терористичними

### Європа
| Організація | Організація | Ідеологія                                           | Країна діяльності | Україна | ЄС                          | США | Канада | Австралія | Велика Британія | Китай | Індія | Росія |
| ----------- | --- | --------------------------------------------------- | --- | ------- | --------------------------- | --- | ------ | --------- | --------------- | ----- | ----- | ----- |
|             | Аль-Джураба |                                                     | Велика Британія |         |                             |     |        |           |                 |       |       |       |
|             | Антиімперіалістичні територіальні осередки                                                                                        |                                                     | Італія |         |                             |     |        |           |                 |       |       |       |
|             | Асоціація оборони Ольстера (UDA) англ. Ulster Defence Association Борці за свободу Ольстера (UFF) англ. Ulster Freedom Fighters   |                                                     | Велика Британія |         |                             |     |        |           |                 |       |       |       |
|             | Вільна Ірландія Saor Éire |                                                     | Ірландія |         |                             |     |        |           |                 |       |       |       |
|             | Групи патріотичного антифашистського опору першого жовтня (G.R.A.P.O.) ісп. Grupos de Resistencia Antifascista Primero de Octubre |                                                     | Іспанія |         |                             |     |        |           |                 |       |       |       |
|             | Російська Федерація рос. Российская Федерация                                                                                     | Рашизм                                              | Росія, Грузія, Україна (особливо окуповані території), Білорусь, Молдова, Естонія та Латвія (як об'єкти інформаційних атак), Великобританія (як майданчик для політичних вбивств російських громадян), Вірменія, Казахстан, окремі лобісти в уряду Угорщині та Словаччині (до 2022 року - також в урядах Франції та Німеччини), ситуативний союз з КНДР, Венесуелою, Iраном та Континентальним Китаєм. Туреччина, Південний Кавказ і центральна азія (як майданчик для обходу санкційного режиму). У деяких випадках спільна діяльність з Хезболлою та Талібаном. Угорщина та Туреччина (співпраця в ядерній енергетиці та машинобудуванні). |         |                             |     |        |           |                 |       |       |       |
|             | ДНР (з 2022 року поглинута материнською терористичною організацією Російська Федерація внаслідок плебесциту)                      | Російський націоналізм, Православний фундаменталізм | Україна |         | (в окремих державах-членах) |     |        |           |                 |       |       |       |
|             | Захисники Червоної руки (RHD) |                                                     | Велика Британія |         |                             |     |        |           |                 |       |       |       |
|             | Збройні комуністичні осередки італ. Nuclei Armati per il Comunismo                                                                |                                                     | Італія |         |                             |     |        |           |                 |       |       |       |
|             | Ірландська народна визвольна армія                                                                                                |                                                     | Велика Британія |         |                             |     |        |           |                 |       |       |       |
|             | Ірландська національна визвольна армія ірл. Arm Saoirse Náisiúnta na hÉireann                                                     |                                                     | Велика Британія, Ірландія |         |                             |     |        |           |                 |       |       |       |
|             | Ірландська республіканська армія (IRA)                                                                                            |                                                     | Велика Британія |         |                             |     |        |           |                 |       |       |       |
|             | ІРА — Рада продовження |                                                     | Велика Британія |         |                             |     |        |           |                 |       |       |       |
|             | Командос Червоної руки |                                                     | Велика Британія |         |                             |     |        |           |                 |       |       |       |
|             | Країна Басків і Свобода (ETA) Euskadi Ta Askatasuna                                                                               |                                                     | Іспанія, Франція |         |                             |     |        |           |                 |       |       |       |
|             | ЛНР (з 2022 року поглинута материнською терористичною організацією Російська Федерація внаслідок плебесциту)                      | Російський націоналізм, Православний фундаменталізм | Україна |         |                             |     |        |           |                 |       |       |       |
|             | Лоялістські добровольчі сили |                                                     | Велика Британія |         |                             |     |        |           |                 |       |       |       |
|             | Осередки пролетарської ініціативи італ. Nuclei di Iniziativa Proletaria                                                           |                                                     | Італія |         |                             |     |        |           |                 |       |       |       |
|             | Осередки революційної пролетарської ініціативи італ. Nuclei di Iniziativa Proletaria Rivoluzionaria                               |                                                     | Італія |         |                             |     |        |           |                 |       |       |       |
|             | Помаранчеві волонтери (OV) англ. Orange Volunteers                                                                                |                                                     | Велика Британія |         |                             |     |        |           |                 |       |       |       |
|             | Революційна боротьба грец. Επαναστατικός Αγώνας (Epanastatikos Agonas)                                                            |                                                     | Греція |         |                             |     |        |           |                 |       |       |       |
|             | Революційна організація 17 листопада грец. Επαναστατική Οργάνωση 17 Νοέμβρη (Dekati Evdomi Noemvri)                               |                                                     | Греція |         |                             |     |        |           |                 |       |       |       |
|             | Революційні осередки грец. Επαναστατικοί Πυρήνες (Epanastatiki Pirines)                                                           |                                                     | Греція |         |                             |     |        |           |                 |       |       |       |
|             | Сили волонтерів Ольстера англ. Ulster Volunteer Front Добровольчий фронт Ольстера                                                 |                                                     | Велика Британія |         |                             |     |        |           |                 |       |       |       |
|             | Справжня ІРА |                                                     | Велика Британія |         |                             |     |        |           |                 |       |       |       |
|             | Cumann na mBan |                                                     | Велика Британія |         |                             |     |        |           |                 |       |       |       |
|             | The Saved Sect Saviour Sect |                                                     | Велика Британія |         |                             |     |        |           |                 |       |       |       |
|             | Червоні бригади італ. Brigate Rosse                                                                                               |                                                     | Італія |         |                             |     |        |           |                 |       |       |       |

### Північна Америка
| Організація | Організація             | Територія діяльності                                  | Україна | ЄС | США | Канада | Австралія | Велика Британія | Китай | Індія | Росія |
| ----------- | ----------------------- | ----------------------------------------------------- | ------- | -- | --- | ------ | --------- | --------------- | ----- | ----- | ----- |
|             | Фронт визволення тварин | США, Росія та інші                                    |         |    |     |        |           |                 |       |       |       |
|             | Carteles Unidos         | США, Мексико                                          |         |    |     |        |           |                 |       |       |       |
|             | Ку-Клукс-Клан           | США, Канада, Німеччина, Сполучене королівство на інші |         |    |     |        |           |                 |       |       |       |

### Південна Америка
| Організація | Організація                            | Територія діяльності | Україна | ЄС | США | Канада | Австралія | Велика Британія | Китай | Індія | Росія |
| ----------- | -------------------------------------- | -------------------- | ------- | -- | --- | ------ | --------- | --------------- | ----- | ----- | ----- |
|             | Комуністична партія Перу «Сяючий шлях» | Перу                 |         |    |     |        |           |                 |       |       |       |
|             | Об'єднані Сили Самооборони (AUC)       | Колумбія             |         |    |     |        |           |                 |       |       |       |
|             | Революційні збройні сили Колумбії      | Колумбія             |         |    |     |        |           |                 |       |       |       |

### Африка
| Організація | Організація | Територія діяльності                       | Україна | ЄС | США | Канада | Австралія | Велика Британія | Китай | Індія | Росія |
| ----------- | --- | ------------------------------------------ | ------- | -- | --- | ------ | --------- | --------------- | ----- | ----- | ----- |
|             | Аль-Іттіхад аль-Ісламія |                                            |         |    |     |        |           |                 |       |       |       |
|             | Аль-Каїда в країнах ісламського Магриба                                                                                     | Алжир, Нігер, Малі, Чад, Мавританія, Лівія |         |    |     |        |           |                 |       |       |       |
|             | Бригади Ісламбулі | Єгипет                                     |         |    |     |        |           |                 |       |       |       |
|             | Озброєна ісламська група | Алжир                                      |         |    |     |        |           |                 |       |       |       |
|             | Gama'a al-Islamiyya |                                            |         |    |     |        |           |                 |       |       |       |
|             | Єгипетський ісламський джихад араб. الجهاد الإسلامي المصري, al-Jihād al-Islāmi Інші назви - Талаа ал-Фатах (Talaa'al-Fateh) | Єгипет                                     |         |    |     |        |           |                 |       |       |       |
|             | Ісламська бойова група Лівії                                                                                                |                                            |         |    |     |        |           |                 |       |       |       |
|             | Такфір аль-Хіжра |                                            |         |    |     |        |           |                 |       |       |       |

## Терористичні організації в Україні
18 грудня 2024 року ВРУ ухвалила закон про формування та ведення переліку терористичних організацій. Перелік охоплює організації, що здійснюють терористичну діяльність на території України або за її межами, створюючи загрозу державній безпеці.